# هنري إتش ستريت
هنري إتش ستريت (بالإنجليزية: Henry Harrison Straight)‏ هو أستاذ جامعي وجيولوجي أمريكي، ولد في 20 يوليو 1846 في تشارلوت في الولايات المتحدة، وتوفي في 17 نوفمبر 1886 في كاليفورنيا في الولايات المتحدة بسبب سل.